# Интерпретиране на културното и природно наследство
Интерпретиране на културното и природно наследство се отнася до всички начини, по които информацията се предава на посетителите на културно-образователен, природен или развлекателен обект, като музей, парк или научен център. По-специално, това е комуникирането на информацията или обяснението относно характера, произхода и целта на историческите, природните и културните обекти, ресурси, места, явления и т.н., използвайки персонални и неперсонални подходи. Някои международни авторитети в областта на музеологията предпочитат за сщото понятие термина „медиация“, следвайки употребата на термина в някои европейски езици.
Интерпретирането на наследството може да се осъшестви в специализирани интерпретативни центрове, или в музеи, исторически обекти, паркове, художествени галерии, природни центрове, зоопаркове и аквариуми, ботанически градини, природни резервати или други места за досег с природното и културното наследство. Модалностите на интерпретацията могат да бъдат изключително разнообразни и могат да включват разходки с екскурзовод, беседи, театър, изложби, указателни табели, надписи, художествени произведения, брошури, аудио-гидове, аудио-визуални и интерактивни презентации. Процесът по разработване на структуриран подход към интерпретирането на тези истории, послания и информация се нарича интерпретативно планиране.